# Rhein-Erft-Kreis
Rhein-Erft-Kreis ligger i den vestlige del af den tyske delstat Nordrhein-Westfalen i Regierungsbezirk Köln. Fra 1975 til slutningen af oktober 2003 hed kreisen Erftkreis. Administrationsby i Rhein-Erft-Kreises er byen Bergheim.

## Geografi
Kreisen har en udstrækning i nord-sydlig retning på 38 kilometer og 28 kilometer i øst-vestlig retning. Højeste punkt er 205,8 moh. på  Glessener Höhe øst for Bergheim. Det laveste punkt er med 42 moh. nord for  Stommelerbusch i Pulheim, ved grænsen  Köln. Området er det skovfattigste i Nordrhein-Westfalen.

### Nabobyer og -kreise
Rhein-Erft-Kreis grænser (med uret fra nord) til  Rhein-Kreis Neuss, den kreisfri by Köln samt til kreisene Rhein-Sieg-Kreis, Euskirchen og Düren.

## Byer og kommuner
Kreisen havde 470089  indbyggere pr.  2018-12-31

- Bedburg, (23531)
- Bergheim, administrationsby (61612)
- Brühl, (44397)
- Elsdorf, (21663)
- Erftstadt,  (49801)
- Frechen,  (52473)
- Hürth,  (60189)
- Kerpen, (66206)
- Pulheim, (54071)
- Wesseling,  (36146)